# Галкин-Враской, Михаил Николаевич
Михаил Николаевич Га́лкин-Враской (17 (29) сентября 1832 — 8 (21) апреля 1916) — русский учёный-пенитенциарист и государственный деятель, эстляндский и саратовский губернатор, статс-секретарь (1904), действительный тайный советник (1895). Брат сенатора Н. Н. Галкина-Враского.

## Биография

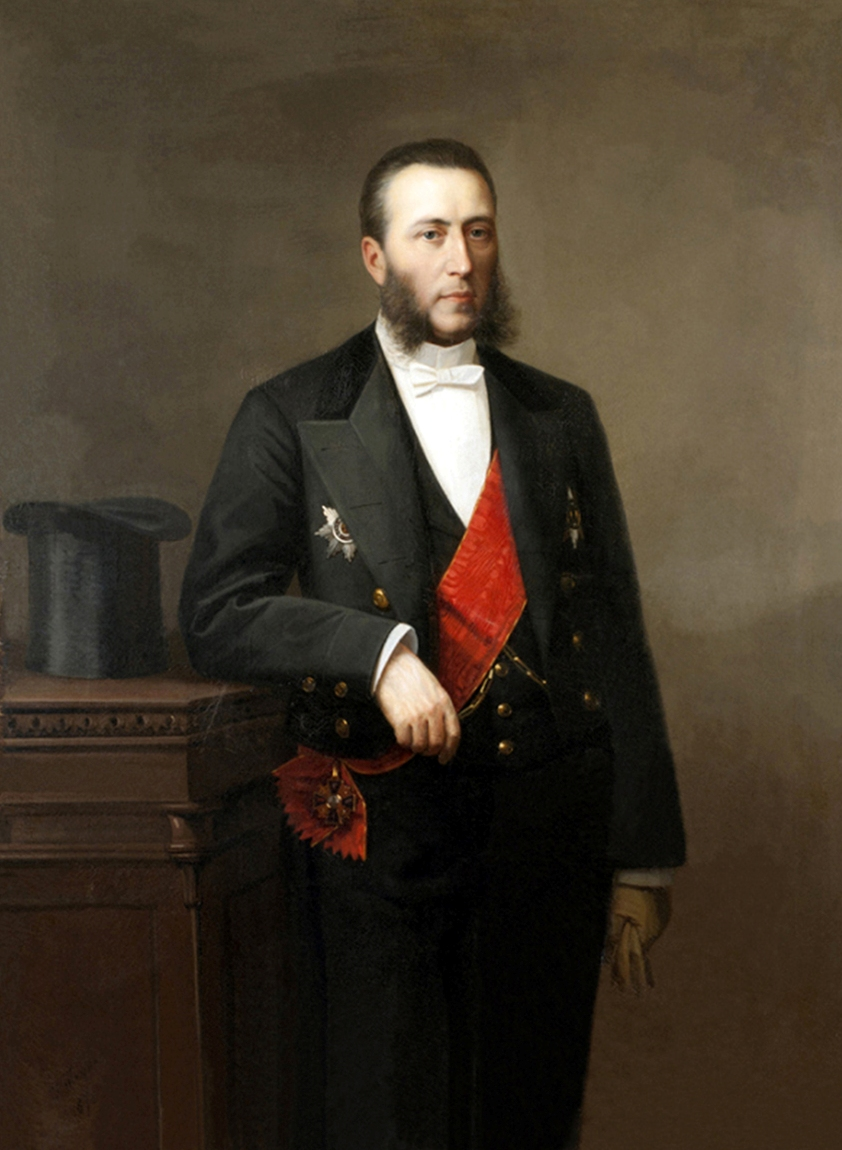
М. Н. Галкин-Враской (1878)
на портрете И. А. Тюрина

Родился 17 (29) сентября 1832 года. Сын столбовой дворянки Надежды Николаевны Враской и выходца из разночинцев — Николая Ивановича Галкина, директора Казанской гимназии. Мать исходатайствовала для детей право именоваться Галкиными-Враскими.
Окончил курс Казанского университета. Сохранял связи с Казанью до конца жизни, состоял почётным членом Казанского общества трезвости.
Поступил на службу в управление оренбургского генерал-губернатора. Когда в 1858 году была снаряжена русская миссия в Хиву и Бухару, Галкин-Враской вошёл в состав её, а в следующем году, в качестве участника специальной экспедиции, посетил Туркмению (Закаспийскую область).
Опубликовал ряд статей об этом крае и о Средней Азии, которые были собраны в книге «Этнографические и исторические материалы» (1868), удостоенной серебряной медали Русского географического общества. Был назначен помощником управляющего областью Оренбургских киргизов, а затем управляющего областью.
В 1862 году отправился в Западную Европу, где пробыл два года, посвятив их, главным образом, изучению постановки тюремного дела на Западе и тюремного вопроса вообще; результатом сего было издание им труда «Материалы к изучению тюремного вопроса», который долгое время оставался в России главным пособием по пенитенциарной науке. Подчёркивал значение трудового исправления заключённых, настаивал на необходимости принудительного, но оплачиваемого труда в тюрьмах.
По возвращении в Россию, был назначен чиновником особых поручений при министре внутренних дел графе П. А. Валуеве, заведовал канцелярией президента попечительного о тюрьмах общества. Состоял членом военно-кодификационной комиссии по пересмотру положения о военных тюрьмах и членом, состоявшей под председательством статс-секретаря графа Палена, комиссии по вопросу о преобразовании тюремной части.
Трудами Галкина-Враского в столице была открыта образцовая тюрьма для срочных арестантов, которую он же возглавил. Впервые в России «в тюрьме были устроены столярные, слесарные мастерские, разведён огород, снабжавший тюрьму овощами».
Кроме того, Галкин-Враской принимал деятельное участие в качестве члена в особых комитетах об устройстве среднеазиатских владений и об управлении Киргизскими степями. Впоследствии состоял ещё членом комиссии по разработке положения об управлении Туркестанским краем.
На посту эстляндского губернатора (1868—1870) проводил жёсткую политику русификации, перевёл на русский язык делопроизводство в правительственных учреждениях. При его содействии была основана Ревельская мужская гимназия с преподаванием на русском языке, активно поддерживал православие в Эстляндии. В 1882 г. он выступил закоперщиком учреждения Прибалтийского православного братства и состоял его бессменным председателем. В 1870—1879 годах возглавлял Саратовскую губернию. На посту Саратовского губернатора активно работал с немецкими колонистами, при нём колонисты были приравнены к русскому населению, подчинены ведению государственных учреждений, привлечены к воинской повинности. Запомнился тем, что открыл детский приют своего имени, саратовское отделение Русского музыкального общества и Саратовское Александро-Мариинское реальное училище.

За годы его губернаторства город преобразился: на вечно тёмных саратовских улицах зажглись газовые фонари, появились скверы и бульвары, водопровод взамен деревянных труб оснастили более долговечными чугунными трубами. В Саратове начали действовать речной яхт-клуб и первая в России речная зимняя спасательная станция, открылись гимназия, реальное, ремесленное, духовное училища.

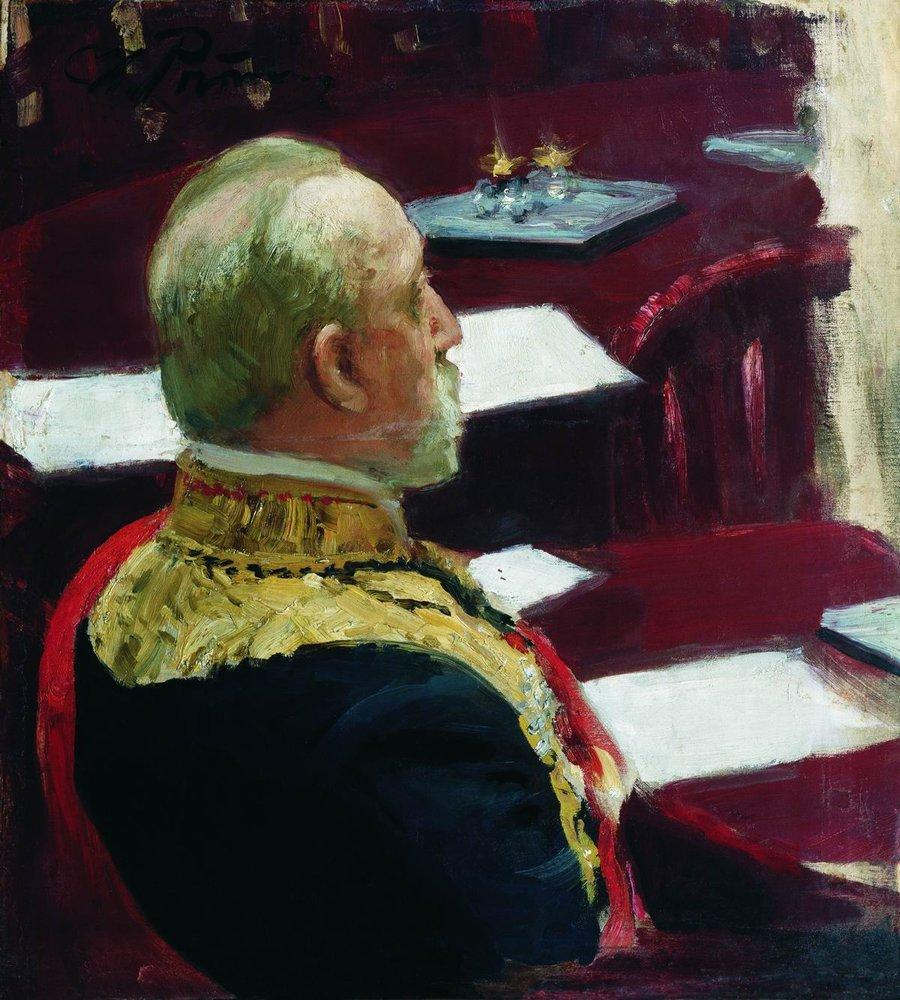
На этюде Репина к картине 1903 года

Поставленный в 1879 году во главе вновь учрежденного Главного тюремного управления, провёл ряд реформ в тюремном деле. Так например, преобразованы были тюремные штаты с улучшением материального и служебного положения служащих, учреждены губернские тюремные инспекции в 20-ти губерниях, построены несколько образцовых тюрем, введен обязательный труд среди арестантов и многое другое.
Кроме того, Галкиным-Враским был подготовлен обширный материал по отмене ссылки в Сибирь, чему содействовали двукратные поездки его в Сибирь и на остров Сахалин. В 1884 году его именем было названо сахалинское село Галкино-Врасское (ныне город Долинск). Про это место пишет А. П. Чехов в книге «Остров Сахалин».
С 1896 года — член Государственного совета. Организовал в 1899 году трудовую помощь в Казанской, Вятской и Симбирской губерниях, в последующие годы — общественные работы в неурожайных губерниях. За три месяца до смерти получил высшую награду империи — орден св. Андрея Первозванного (последний из его кавалеров, кто не принадлежал к правящей династии того или иного государства).
В браке с Надеждой Александровной (1839—28.04.1864), дочерью киевского генерал-губернатора А. П. Безака, имел единственного сына Николая (1862—1865), который умер ребёнком. Скончалась от чахотки в Ницце. Вся семья похоронена в Сергиевском храме Сергиевой Приморской пустыни в Стрельне, где по инициативе ФСИН в 2012 году была открыта мемориальная доска.

## Награды
- Орден Святой Анны 3 ст. с мечами (1859)
- Высочайшее благоволение (1865, 1867, 1867, 1869)
- Орден Святой Анны 2 ст. с мечами (1865)[8]
- Орден Святого Станислава 1 ст. (1870)
- Высочайшее благоволение (1871, 1871, 1871, 1872)
- Орден Святой Анны 1 ст. (1873)
- Высочайший Рескрипт государыни императрицы Марии Александровны (1873)
- Высочайшее благоволение (1873, 1873, 1874)
- Орден Святого Владимира 2 ст. (1875)
- Высочайшее благоволение (1875, 1876, 1877, 1879)
- Орден Белого Орла (1879)
- Высочайшее благоволение (1879)
- Золотая табакерка с бриллиантами и портретом Его Императорского Величества (1882)
- Орден Святого Александра Невского (1886)
- Высочайшее благоволение (1886, 1886, 1886)
- Бриллиантовые знаки к ордену Св. Александра Невского (1890)
- Высочайшее благоволение (1891)
- Высочайший Рескрипт императрицы Александры Феодоровны (1899)
- Орден Святого Владимира 1 ст. (1902)
- Высочайшая признательность (1903)
- Статс-секретарь при Высочайшем Рескрипте (1904)
- Высочайший Рескрипт (1907)
- Высочайшая благодарность (1908)
- орден Святого Апостола Андрея Первозванного (12.01.1916)[6]
- Знак отличия за L лет беспорочной службы
- Медаль «В память войны 1853—1856»
- Медаль «За походы в Средней Азии 1853—1895»
- Медаль «В память царствования Императора Николая I»
- Медаль «В память царствования императора Александра III»
- Медаль «В память коронации Императора Николая II»
- Медаль «В память 300-летия царствования дома Романовых»
- Знак отличия Красного Креста
- Знак нагрудный именной Попечения о трудовой помощи

Иностранные:
- персидский Орден Льва и Солнца 2 ст. (1873)
- итальянский орден Короны 1 ст. (1888)
- французский знак отличия офицера Ордена народного просвещения (1889)
- ольденбургский Большой крест Ордена Заслуг герцога Петра-Фридриха-Людвига (1890)
- греческий Большой крест ордена Спасителя (1890)
- баденский Большой крест ордена Церингенского льва (1890)
- вюртембергский Большой крест ордена Фридриха (1890)
- французский Большой офицерский крест ордена Почетного легиона (1891)
- Большой крест Королевского ордена Камбоджи (1891)
- датский Большой крест ордена Данеброг (1891)
- австрийский орден Железной Короны 1 ст. (1891)
- прусский Орден Красного орла 1 ст. (1894)
- бухарский орден Звезды 1 ст. с алмазами (1896)
- крест святого Гроба Господня с частицей Животворящего Древа (1900).

## Память
- Его имя носил буксирно-пассажирский пароход «Галкин-Врасский» товарищества «Курбатов и Игнатов», ходивший по маршруту Томск-Тюмень;
- Улица в Саратове[9].
- На стене саратовского дома на ул. Мичурина с 2012 г. имеются мозаичные портреты саратовских губернаторов Панчулидзева, Галкина-Враского, Косича и Столыпина[10].